# Antiblemma turbata
Antiblemma turbata är en fjärilsart som beskrevs av Butler 1879. Antiblemma turbata ingår i släktet Antiblemma och familjen nattflyn. Inga underarter finns listade i Catalogue of Life.